# Route Ronde-des-Minimes
La route Ronde-des-Minimes est une voie située dans le 12e arrondissement de Paris, en France.

## Origine du nom

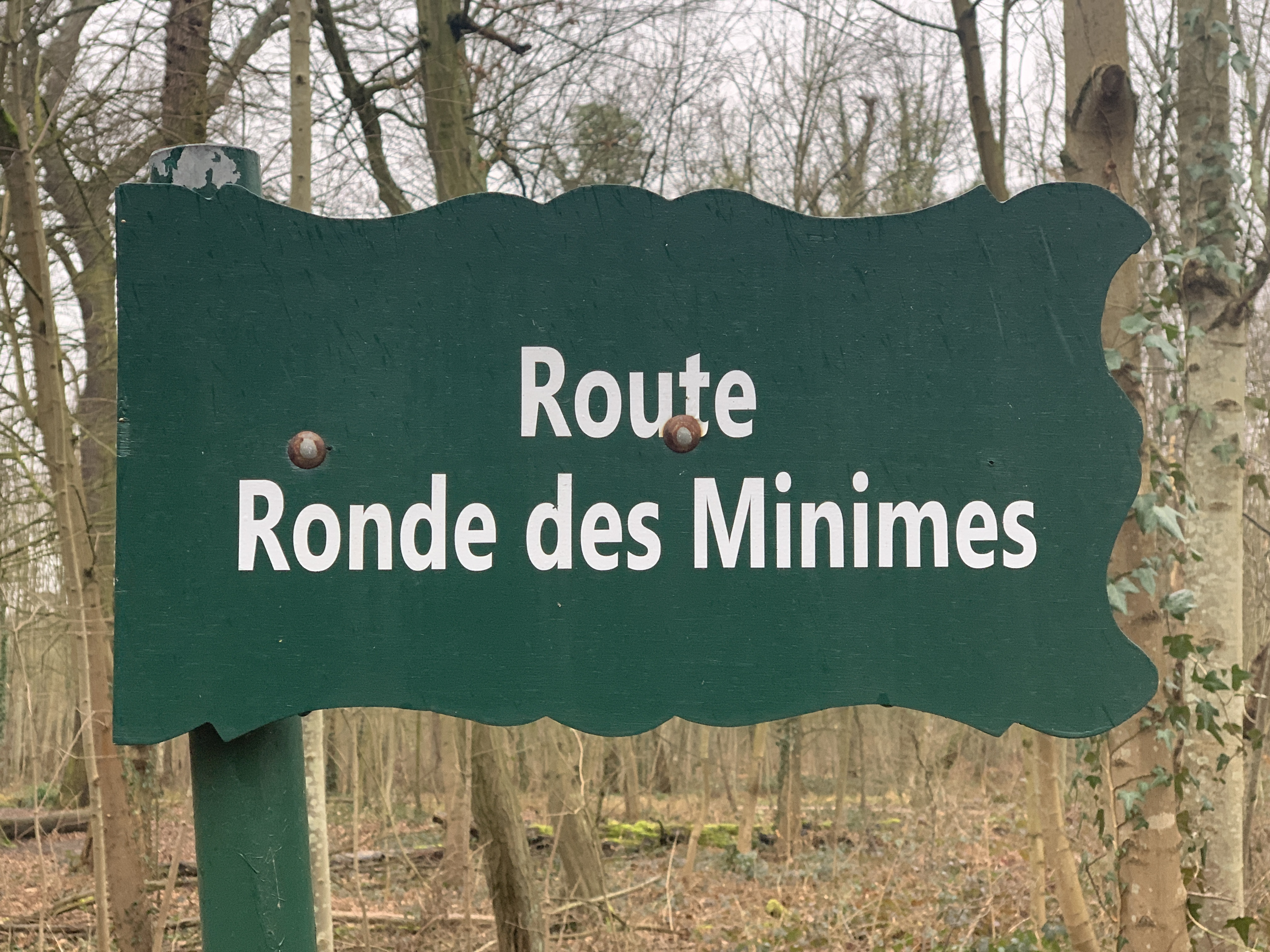
Plaque de la route.